# Męcina Wielka

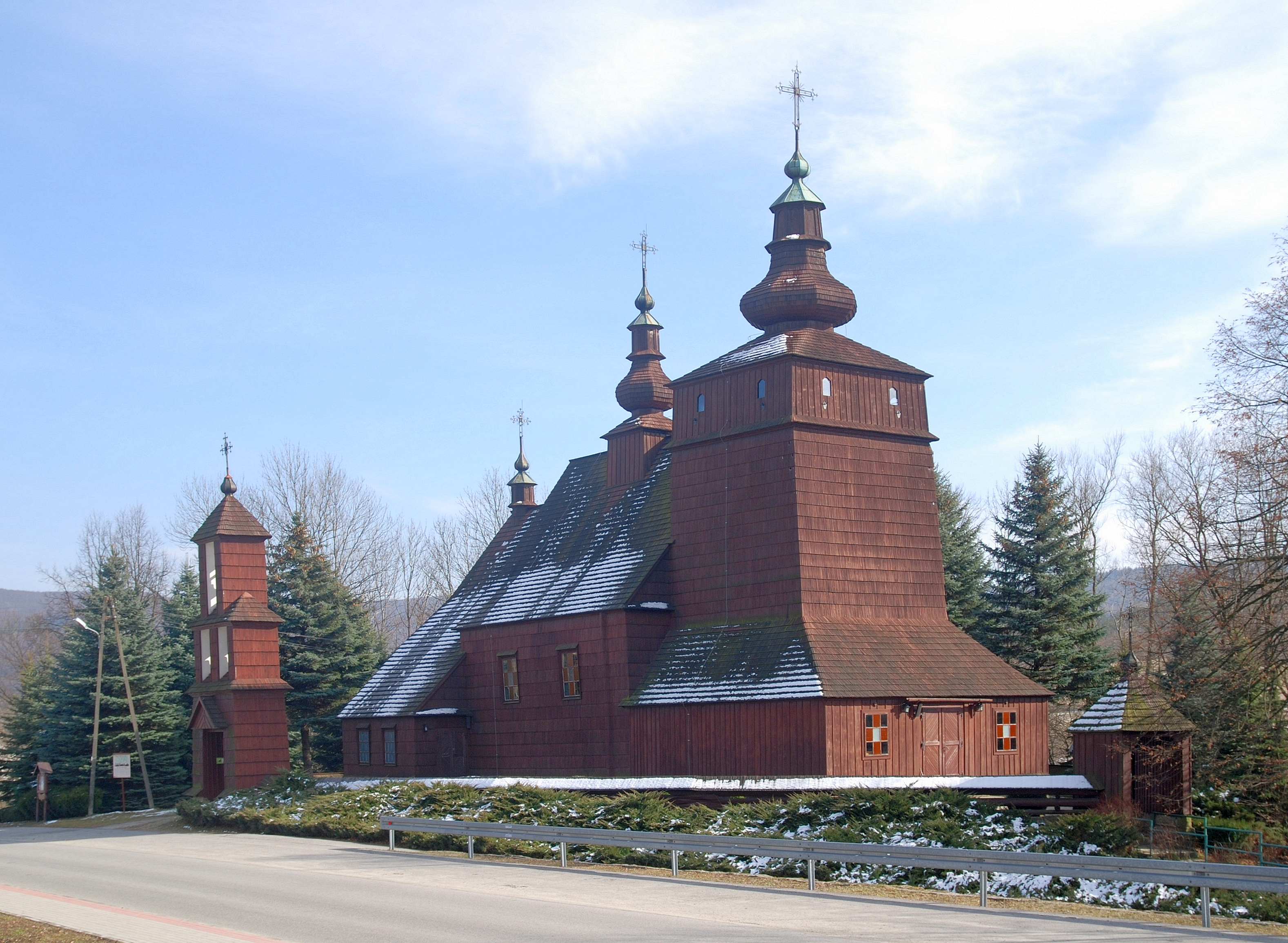
Zabytkowa dawna cerkiew greckokatolicka

Męcina Wielka (Ukr. Мацина Велика) – wieś w Polsce położona w województwie małopolskim, w powiecie gorlickim, w gminie Sękowa.
W latach 1975–1998 miejscowość administracyjnie należała do województwa nowosądeckiego.

## Historia
Za czasów Jana Kazimierza i jego następców wiedziano w Rzeczypospolitej o wyciekach ropy naftowej w rejonie gorlickim. Grunty sołtysie nadawano zasłużonym w wojnach z prawem zbierania na powierzchni ziemi oleju skalnego w Męcinie Wielkiej. W 1853 roku August Gorayski założył w Męcinie Wielkiej kopalnię ropy naftowej, a jej szyby osiągały rekordową wówczas głębokość 230 metrów.
W maju 1915 roku w okolicach wsi miały miejsce ciężkie walki wojsk niemieckich, austro-węgierskich oraz rosyjskich. Pozostałościami po tych walkach są dwa cmentarze.
Urodził się tu Zbigniew Stanisław Mrazek – polski prokurator i adwokat, podoficer Polskich Sił Zbrojnych na Zachodzie, oficer Armii Krajowej, podporucznik broni pancernej, cichociemny, uczestnik powstania warszawskiego.

## Zabytki
Obiekty wpisane do rejestru zabytków nieruchomych województwa małopolskiego:
- cerkiew pw. św. św. Kosmy i Damiana,
- cmentarz wojenny nr 81 z I wojny światowej,
- cmentarz wojenny nr 82 z I wojny światowej.

Szlaki piesze
- Gorlice – Męcina Wielka – Wapienne – Mały Ferdel (578 m n.p.m.)

W miejscowości ma swoją siedzibę parafia Świętych Kosmy i Damiana, należąca do dekanatu Gorlice, diecezji rzeszowskiej.